# Monaster św. Mikołaja w Gródku
Monaster św. Mikołaja – żeński klasztor prawosławny w Gródku, podlegający jurysdykcji eparchii rówieńskiej Ukraińskiego Kościoła Prawosławnego Patriarchatu Moskiewskiego. Jego przełożoną jest ihumenia Michalina (Zajeć). 

## Historia
Klasztor został najprawdopodobniej założony w końcu XV wieku, jednak pierwsza pisemna wzmianka o jego funkcjonowaniu pochodzi z 1516, gdy Konstanty Ostrogski pisemnie potwierdził testament swojej teściowej Anastazji Holszańskiej (matki pierwszej żony, Tatiany), w którym ta przekazywała monasterowi wsie Wolnica i Gródek. Był to wówczas klasztor męski, prawdopodobnie założony – podobnie jak wiele innych monasterów w zachodniej części dzisiejszego państwa ukraińskiego – przez mnichów Monasteru Kijowsko-Pieczerskiego. W 1593 wieś Gródek wymieniono wśród majątków tegoż monasteru. Z kolei z 1650 pochodzi dokument króla Jana Kazimierza, wymieniający skit św. Eliasza w Gródku wśród świątyń legalnie należących do prawosławnych. Do klasztoru wielokrotnie przybywał Piotr Mohyła, spędzając w nim letnie miesiące. W 1651 rotmistrz Janicki napadł na monaster i obrabował go. W 1730 prawosławny skit św. Eliasza został definitywnie zamknięty, a jego główna cerkiew zamieniona w unicką świątynię św. Mikołaja.  Po III rozbiorze Polski, gdy Gródek razem z Wołyniem znalazł się pod panowaniem rosyjskim, cerkiew ponownie przejęli prawosławni. W zabudowaniach dawnego monasteru mieściło się muzeum, a następnie sanatorium. 
W 1991 eparchia rówieńska Ukraińskiego Kościoła Prawosławnego Patriarchatu Moskiewskiego otrzymała budynki dawnego sanatorium i cerkwi z przeznaczeniem na ponowną organizację monasteru. W 1993 monaster otworzył biskup rówieński Ireneusz; doszło do poświęcenia domowej cerkwi św. Eliasza, zaś w obiektach klasztornych zamieszkało 13 riasofornych posłusznic, które miały stworzyć żeńską wspólnotę mniszą. Jej tymczasową przełożoną była siostra Nina, która 7 lipca tego samego roku złożyła wieczyste śluby mnisze z imieniem Michalina. 22 października 1993 otrzymała ona godność ihumeni.